# Woman's World (canción de Katy Perry)
«Woman's World» —en español: «Mundo de mujeres»— es una canción de la cantautora estadounidense Katy Perry, lanzada por Capitol Records el 11 de julio de 2024. Este tema, el sencillo principal de su séptimo álbum de estudio titulado 143 (2024), fusiona los géneros bubblegum pop y dance pop. Perry coescribió la pieza junto a Chloe Angelides, Dr. Luke, Aaron Joseph, Vaughn Oliver y Rocco Did It Again!, quienes también participaron en la producción. Inspirada por sus anteriores éxitos como «Firework» (2010) y «Roar» (2013), Perry buscó crear una obra que abordara el concepto del «femenino divino».
El anuncio del lanzamiento generó reacciones diversas en las redes sociales, destacando críticas por la colaboración de Dr. Luke, debido a las acusaciones de acoso sexual que enfrenta por parte de Kesha. Al ser lanzada, «Woman's World» recibió mayormente críticas negativas y alcanzó el puesto 63 en el Billboard Hot 100 de Estados Unidos, el 47 en el UK Singles Chart, y se posicionó entre los diez primeros en Croacia, Israel y Paraguay. El video musical, en el que Perry aparece caracterizada como Rosie the Riveter, también fue objeto de críticas por lo que algunos consideraron un mensaje feminista débil. Perry defendió el enfoque del video, aclarando que su objetivo era ser humorístico y satírico.

## Lanzamiento y promoción
El 17 de junio de 2024, Katy Perry compartió un adelanto de quince segundos en sus redes sociales, haciendo playback de «Woman's World». También reveló la portada del sencillo, donde aparece con pantalones metálicos de estilo «alienígena», diseñados por Victor Clavelly, y un top de bikini blanco, en una imagen capturada por Jack Bridgland. Además, anunció que la canción se lanzaría el 11 de julio y la puso disponible para preordenar y guardar en diversas plataformas de streaming a través de su sitio web. «Woman's World» se lanzó como el sencillo principal de 143, su séptimo álbum de estudio. La canción estuvo disponible en formato CD y vinilo desde el 12 de julio, y tres días después se publicó un EP homónimo con el tema y cinco remezclas.
El 25 de junio, una semana después, Perry llegó al Hôtel Ritz Paris en una limusina negra para la Semana de la Moda de París, vistiendo un vestido rojo personalizado de Balenciaga con dos colas. Según Vogue, la segunda cola del vestido, de aproximadamente cien yardas, mostraba la letra de la canción en letras blancas. Más adelante, Perry colaboró con la empresa japonesa de electrónica Denon para un comercial de auriculares inalámbricos que incluía un fragmento de la canción.
La participación de Dr. Luke en la producción generó controversia debido a las acusaciones previas de abuso sexual, físico y emocional presentadas por Kesha. Justin Curto, en su reseña para Vulture, cuestionó: «¿Tenemos suerte de vivir en el mundo de esta mujer?». Rania Aniftos, de Billboard, también destacó las críticas en redes sociales por la participación de Dr. Luke en el proyecto.

## Video musical

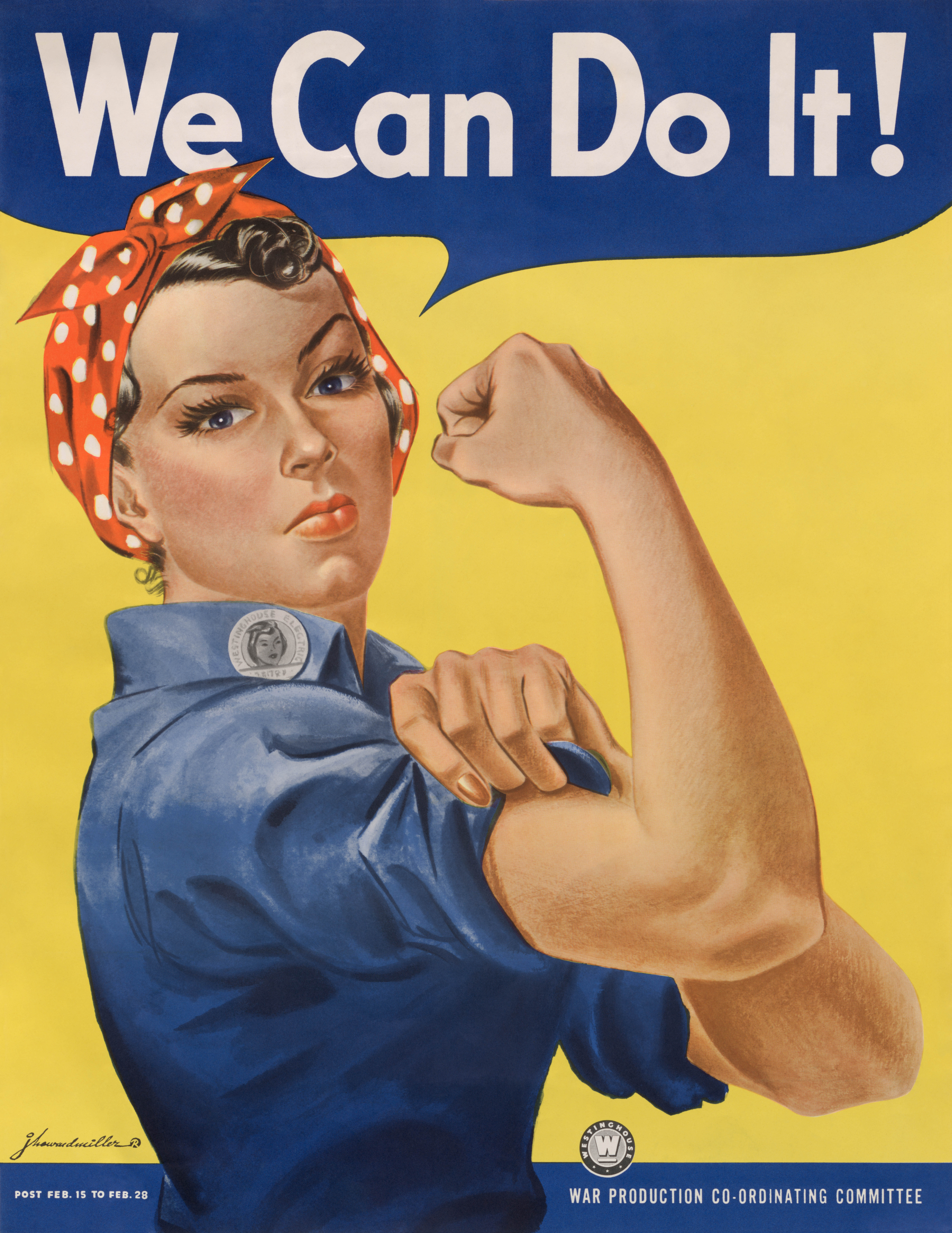
El vídeo «Woman's World» hace referencia a Rosie the Riveter.

El video musical de «Woman's World», dirigido por Charlotte Rutherford, se lanzó junto con la canción. En el video, Perry aparece como una versión provocativa de Rosie the Riveter: canta mientras usa herramientas eléctricas y bebe whisky, hasta que un yunque cae y la aplasta. El video también incluye un montaje rápido de memes de internet. Más tarde, Perry despierta con un bikini de croché blanco y piernas biónicas, explorando nuevos paisajes. En una escena, se recarga llenando sus glúteos con una bomba de gasolina. Luego se une a Trisha Paytas en un monster truck y aplastan un automóvil. Perry abandona el vehículo para entrar en una casa cercana, rompiendo una puerta de vidrio en la parte trasera. Dentro, encuentra a una joven bailando con una lámpara en forma de símbolo femenino y decide llevársela. Finalmente, cuando le preguntan repetidamente «¿Quién eres?», grita «¡Soy Katy Perry!» mientras vuela en un helicóptero.
El 13 de julio, Perry compartió en redes sociales imágenes detrás de cámaras de la filmación del video, con un pie de foto que decía: «¡Puedes hacer cualquier cosa! ¡Incluso sátira!». En el material adicional, Perry explicó que quería crear un video satírico, «muy slapstick y muy directo». Sin embargo, esta explicación no convenció a los críticos musicales, quienes interpretaron que la rápida publicación de las imágenes detrás de cámaras indicaba que Perry anticipaba una recepción negativa al video.

## Composición e inspiración
«Woman’s World» fue escrita por Łukasz Gottwald, Aaron Joseph, Rocco Valdes, Chloe Angelides y Vaughn Oliver durante las sesiones de grabación del primer álbum de Kim Petras. Es una canción pop con influencias de rock electrónico, dance y techno, que dura dos minutos y cuarenta y tres segundos. Con un ritmo de cuatro tiempos, un tempo moderado de 120 pulsaciones por minuto y en la tonalidad de re mayor, la pieza sigue una estructura que incluye dos versos, un estribillo y una cadencia inspirada en «We Are Family» de Sister Sledge y «This Moment» de Katy Perry. Los versos alternan entre partes habladas y cantadas, seguidos de preestribillos que conducen a una caída musical rítmica. Además, el estribillo incluye una interpolación de «I Will Survive» de Gloria Gaynor.
Las letras de «Woman’s World» comparan a las mujeres con superheroínas y figuras divinas como la Mujer Maravilla y Afrodita, celebrando la emancipación femenina y el empoderamiento personal. El estribillo, «It's a woman's world and you're lucky to be living in it», se presenta como un himno para las mujeres y refleja un discurso de Katy Perry en la ceremonia de los Billboard Women in Music de marzo de 2024. Los versos destacan diversas cualidades de las mujeres, describiéndolas como poderosas tanto en lo intelectual como en lo emocional: «Sexy, confident / So intelligent / She is heaven-sent / So soft, so strong», así como apasionadas y sagradas: «Fire in her eyes / Feminine divine / She was born to shine / To shine, to shine». El preestribillo subraya el impacto y reconocimiento de las mujeres en la sociedad moderna, usando términos que evocan habilidades extraordinarias: «She’s a winner / Champion / Superhuman / Number one», o roles versátiles: «She’s a sister / She’s a mother». La frase «Number one» alude a los éxitos comerciales de Katy Perry, mientras que «Mother» hace referencia tanto a su rol de madre desde 2020 como a un término popular en la subcultura LGBTQ+ para describir a figuras icónicas. Además, la línea «She’s a flower / She’s a thorn» en el segundo preestribillo es un motivo recurrente en la discografía de Perry, previamente mencionado en «Hey Hey Hey» (2018).

## Recepción de la crítica
«Woman's World» recibió críticas en su mayoría negativas de críticos de música y varias publicaciones, que la consideraron «fuera de sintonía». Em Casalena, de American Songwriter, se preguntó si se había usado inteligencia artificial en su composición tras escuchar el adelanto, comentando: «parece que simplemente reutiliza una fórmula antigua de pop chicle que le ha funcionado antes: letras simples, ritmo constante, etc». Mary Siroky, de Consequence, expresó una opinión similar, afirmando: «la canción es simplemente mala, y el video musical es aún peor». También subrayó la «ironía oscura de crear una canción de empoderamiento femenino» con la participación de Dr. Luke. Alexa Camp, de Slant Magazine, criticó las letras por estar «llenas de declaraciones pseudo-inspiracionales sin sustancia». Justin Curto, de Vulture, comentó que la canción «está atrapada en un vago empoderamiento feminista», algo que «pudo haber funcionado en 2014, pero no en 2024».
William Hughes, de The A.V. Club, la describió como «una propuesta sencilla, plagada de frases trilladas sobre algunos riffs básicos de sintetizador». Laura Snapes, de The Guardian, le otorgó una estrella de cinco, calificándola de «basura» que «me hacía sentir más estúpida cada vez que la escuchaba». Shaad D'Souza, de Pitchfork, describió el tema como «increíblemente tibio» y «demasiado desalentador para ser considerado camp», cuestionando la inclusión de Dr. Luke en un proyecto con un supuesto mensaje feminista. Alim Kheraj, de Dazed, definió la canción como reductiva, «creativamente agotada» y «tan empoderadora como un comercial de Vagisil», concluyendo que su único propósito parecía ser su sincronización en RuPaul's Drag Race y generar comentarios como «you ate» de los gays blancos de West Hollywood. Cat Zhang, de The Cut, describió tanto la canción como su promoción en redes sociales como un intento por captar «el fandom gay de menor denominador común».
Por otro lado, hubo críticas positivas. Entertainment Tonight elogió la canción como un himno de empoderamiento femenino que resalta la fuerza vocal de Perry. Erica Gonzalez, de Elle, la describió como una explosión de energía dance pop que recuerda a los éxitos de Perry en los años 2000. Hugh McIntyre, de Forbes, la consideró un «éxito inmediato en el top 10», y Jon Pareles, de The New York Times, la alabó como «eufórica», aunque señaló que el video no estaba a la altura de la canción.

## Lista de sencillos
Sencillo de 7 pulgadas y CD
1. «Woman's World» — 2:43
2. «Woman's World» (Instrumental) — 2:43

Descarga digital y streaming – EP
1. «Woman's World» – 2:43
2. «Woman's World» (BRB Woman version) — 2:43
3. «Woman's World» (Doing the Most Woman version) — 3:51
4. «Woman's World» (Transcendental Woman version) — 3:18
5. «Woman's World» (Super Woman version) — 2:17
6. «Woman's World» (Naked Woman version) — 2:43

## Posicionamiento en listas
| Listas (2024)                                 | Mejor posición | Ref.   |
| --------------------------------------------- | -------------- | ------ |
| Argentina (Monitor Latino]])                  | 5              | [ 46 ] |
| Bélgica (Ultratop 50 Flanders)                | 35             | [ 47 ] |
| Bolivia Anglo Airplay (Monitor Latino)        | 10             | [ 48 ] |
| Canadá (Canadian Hot 100)                     | 77             | [ 49 ] |
| Canadá (Billboard)                            | 38             | [ 50 ] |
| Canadá Hot (Billboard)                        | 40             | [ 51 ] |
| Chile Airplay (Monitor Latino)                | 10             | [ 52 ] |
| Corea del Sur BGM (Circle)                    | 187            | [ 53 ] |
| Croacia (HRT)                                 | 6              | [ 54 ] |
| Ecuador Anglo Airplay (Monitor Latino)        | 3              | [ 55 ] |
| Estados Unidos Adult Contemporary (Billboard) | 27             | [ 56 ] |
| Estados Unidos Adult Pop Airplay (Billboard)  | 17             | [ 57 ] |
| Estados Unidos Pop Airplay (Billboard)        | 22             | [ 58 ] |
| Estados Unidos (Billboard Hot 100)            | 63             | [ 59 ] |
| Estonia (TopHit)                              | 56             | [ 60 ] |
| Finlandia Airplay (Radiosoittolista)          | 39             | [ 61 ] |
| Francia (SNEP)                                | 163            | [ 62 ] |
| Lituania Airplay (TopHit)                     | 32             | [ 63 ] |
| Global 200 (Billboard)                        | 65             | [ 64 ] |
| Guatemala Airplay (Monitor Latino)            | 18             | [ 65 ] |
| Honduras Airplay (Monitor Latino)             | 7              | [ 66 ] |
| Irlanda (IRMA)                                | 65             | [ 67 ] |
| Israel (Media Forest)                         | 8              | [ 68 ] |
| Italia Airplay (EarOne)                       | 23             | [ 69 ] |
| Japón Hot Overseas (Billboard Japan)          | 1              | [ 70 ] |
| Japón (Billboard Japan)                       | 19             | [ 71 ] |
| México Anglo Airplay (Monitor Latino)         | 5              | [ 72 ] |
| Paraguay (Monitor Latino)                     | 10             | [ 73 ] |
| Países Bajos Tipparade (Dutch Top 40)         | 22             | [ 74 ] |
| Perú Anglo Airplay (Monitor Latino)           | 12             | [ 75 ] |
| Polonia (Polish Airplay Top 100)              | 60             | [ 76 ] |
| Reino Unido (OCC)                             | 47             | [ 77 ] |
| Uruguay Anglo Airplay (Monitor Latino)        | 7              | [ 78 ] |
| Venezuela Anglo (Record Report)               | 1              | [ 79 ] |
| Nueva Zelanda Hot Singles (RMNZ)              | 6              | [ 80 ] |

## Historial de lanzamientos
| Región         | Fecha               | Formato(s)                   | Versión(es)            | Discográfica | Ref.                                       |
| -------------- | ------------------- | ---------------------------- | ---------------------- | ------------ | ------------------------------------------ |
| Varios         | 11 de julio de 2024 | Descarga digital, streaming  | Original               | Capitol      | [ 81 ]                                     |
| Varios         | 12 de julio de 2024 | Vinilo de 7 pulgadas, CD     | Original, instrumental | Capitol      | Formatos de publicación de «Woman's Worl»: |
| Italia         | 12 de julio de 2024 | Radio airplay                | Original               | Capitol      | [ 86 ]                                     |
| Estados Unidos | 12 de julio de 2024 | Radio de éxito contemporánea | Original               | Capitol      | [ 87 ]                                     |
| Varios         | 15 de julio de 2024 | Descarga digital, streaming  | Extended play          | Capitol      | [ 88 ]                                     |